# Rivula curvilinea
Rivula curvilinea là một loài bướm đêm trong họ Erebidae.